# Карразеду-де-Монтенегру
Карразеду-де-Монтенегру (порт. Carrazedo de Montenegro)  —  район (фрегезия) в Португалии,  входит в округ Вила-Реал. Является составной частью муниципалитета  Валпасуш. По старому административному делению входил в провинцию Траз-уж-Монтиш и Алту-Дору. Входит в экономико-статистический  субрегион Алту-Траз-уш-Монтеш, который входит в Северный регион. Население составляет 1818 человек на 2001 год. Занимает площадь 29,02 км².